# WASP-4 b
WASP-4 b – planeta pozasłoneczna oddalona od Ziemi o około 1000 lat świetlnych. Orbituje wokół gwiazdy WASP-4 znajdującej się w gwiazdozbiorze Feniksa. WASP-4 b została odkryta metodą tranzytu w ramach projektu SuperWASP.
WASP-4 b jest gazowym olbrzymem orbitującym bardzo blisko swojej gwiazdy, przez co zalicza się go do grona gorących jowiszy. Odległość obiektu od gwiazdy WASP-4 wynosi 0,023 j.a., przez co długość roku na powierzchni planety wynosi zaledwie 1,34 dnia. Pod względem masy i promienia WASP-4 b jest większy od największego gazowego olbrzyma Układu Słonecznego – Jowisza. Masa planety wynosi 1,12 MJ, zaś promień 1,42 RJ. Temperatura panująca na powierzchni tego gazowego olbrzyma wynosi około 1650 K.